# کلیو ماریا بیتتونی
کلیو ماریا بیتتونی (انگلیسی: Clio Maria Bittoni; ۱۰ نوامبر ۱۹۳۴ – ۱۰ سپتامبر ۲۰۲۴) وکیل اهل ایتالیا بود. وی همسر جورجو ناپولیتانو رئیس‌جمهور پیشین ایتالیا بود.
کلیو ماریا بیتتونی در ۱۰ سپتامبر ۲۰۲۴، در سن ۸۹ سالگی درگذشت.